# 愚陀仏庵

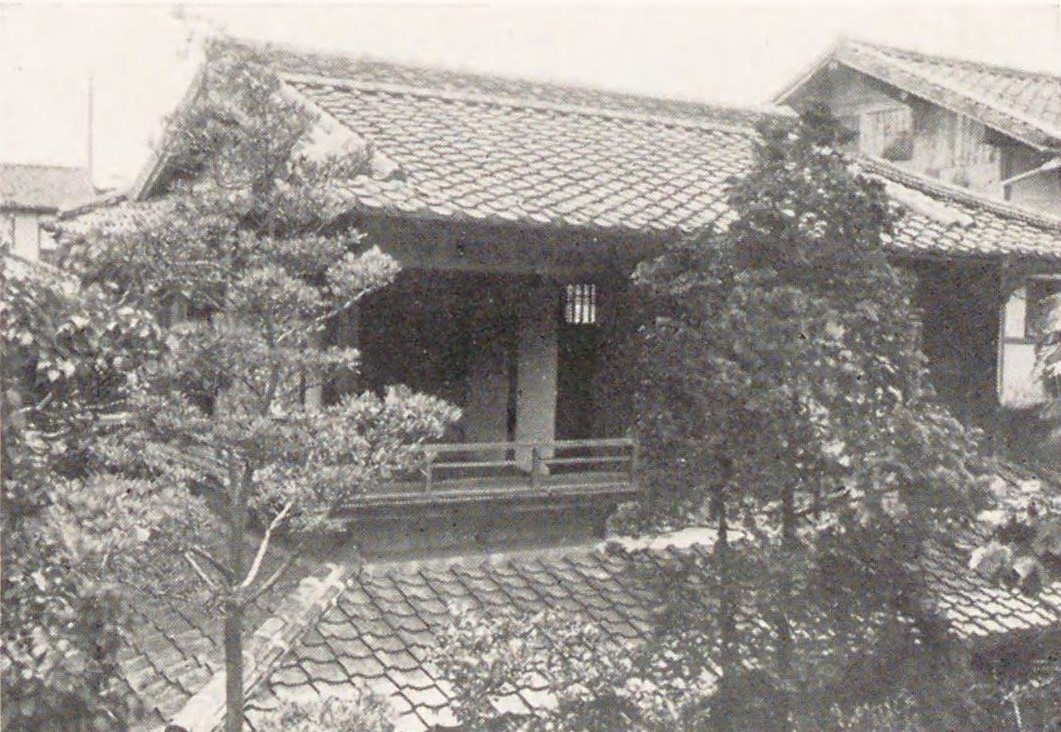
在りし日の愚陀仏庵（焼失前）

愚陀仏庵（ぐだぶつあん、愚陀佛庵）は、夏目漱石が愛媛県松山市に赴任していた時の下宿先。名称は夏目漱石の俳号・愚陀仏に由来する。
当時の建物は太平洋戦争の戦災により焼失した。1982年（昭和57年）に萬翠荘（旧久松家別荘）の裏手に木造二階建ての建物として復元されていたが、2010年（平成22年）7月に倒壊した。
子規記念博物館内に1階部分を復元し、展示しているコーナーがある。

## 概要

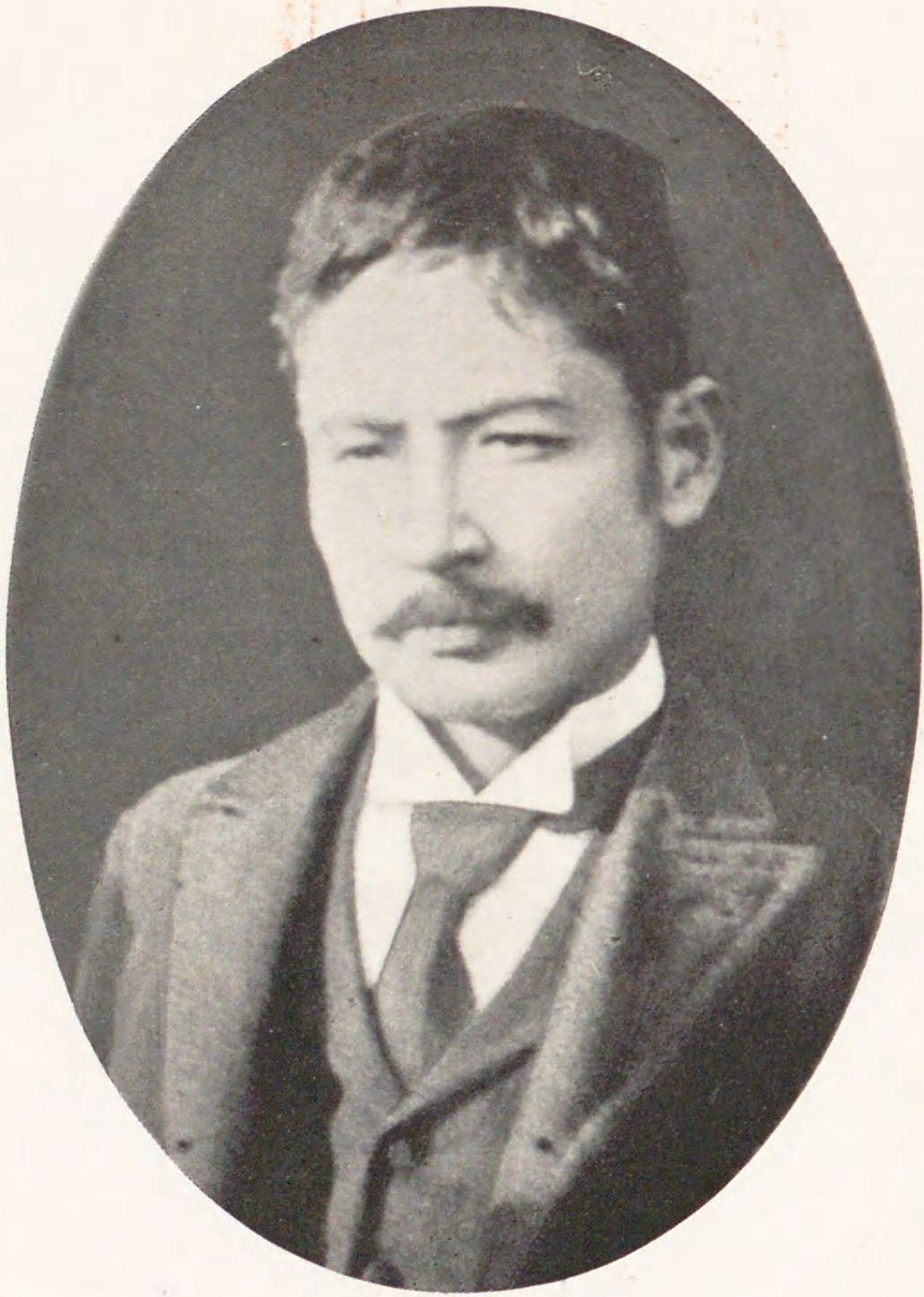
松山時代の漱石（1896年3月）

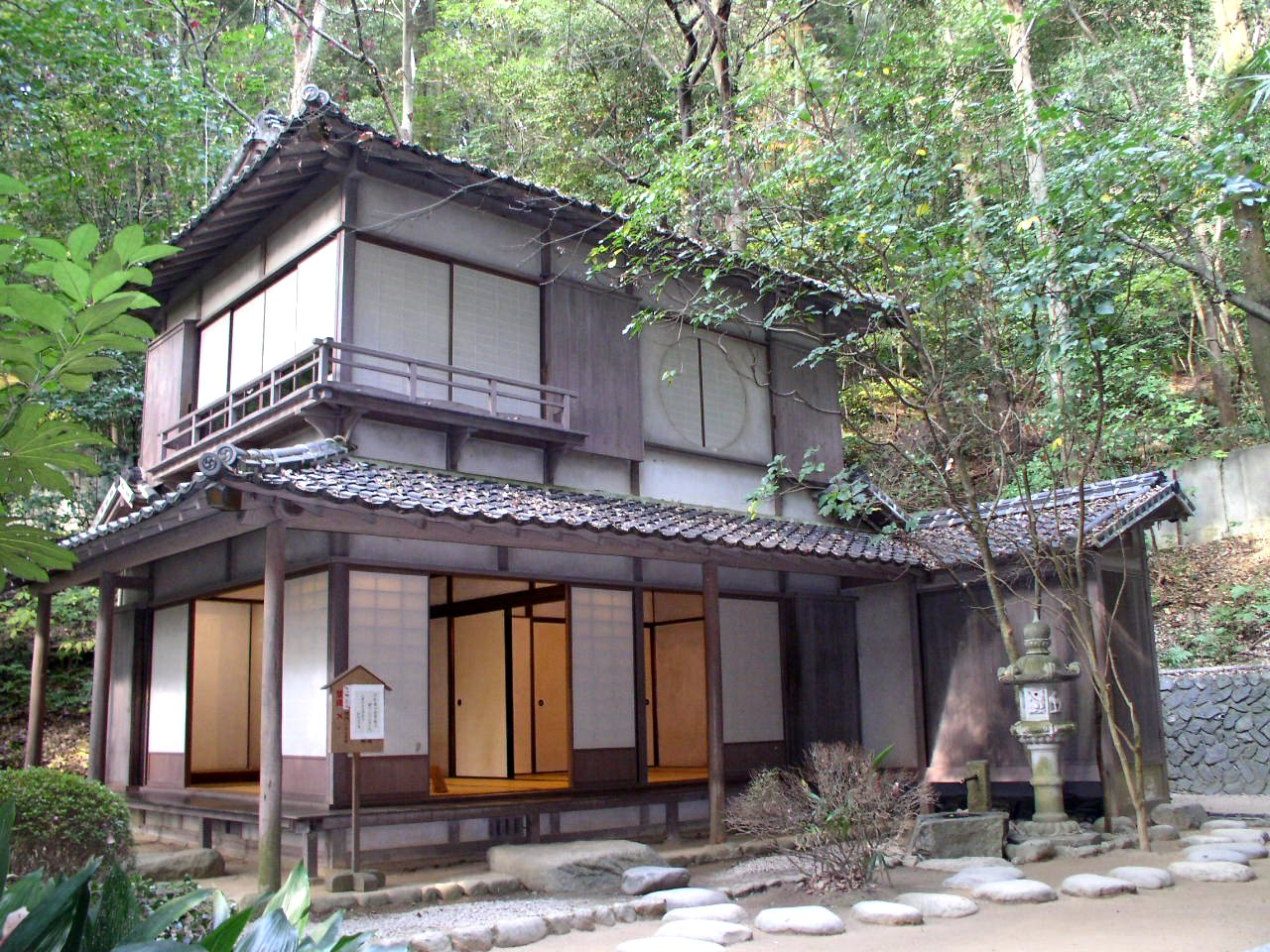
2010年7月に倒壊する以前の復元愚陀仏庵

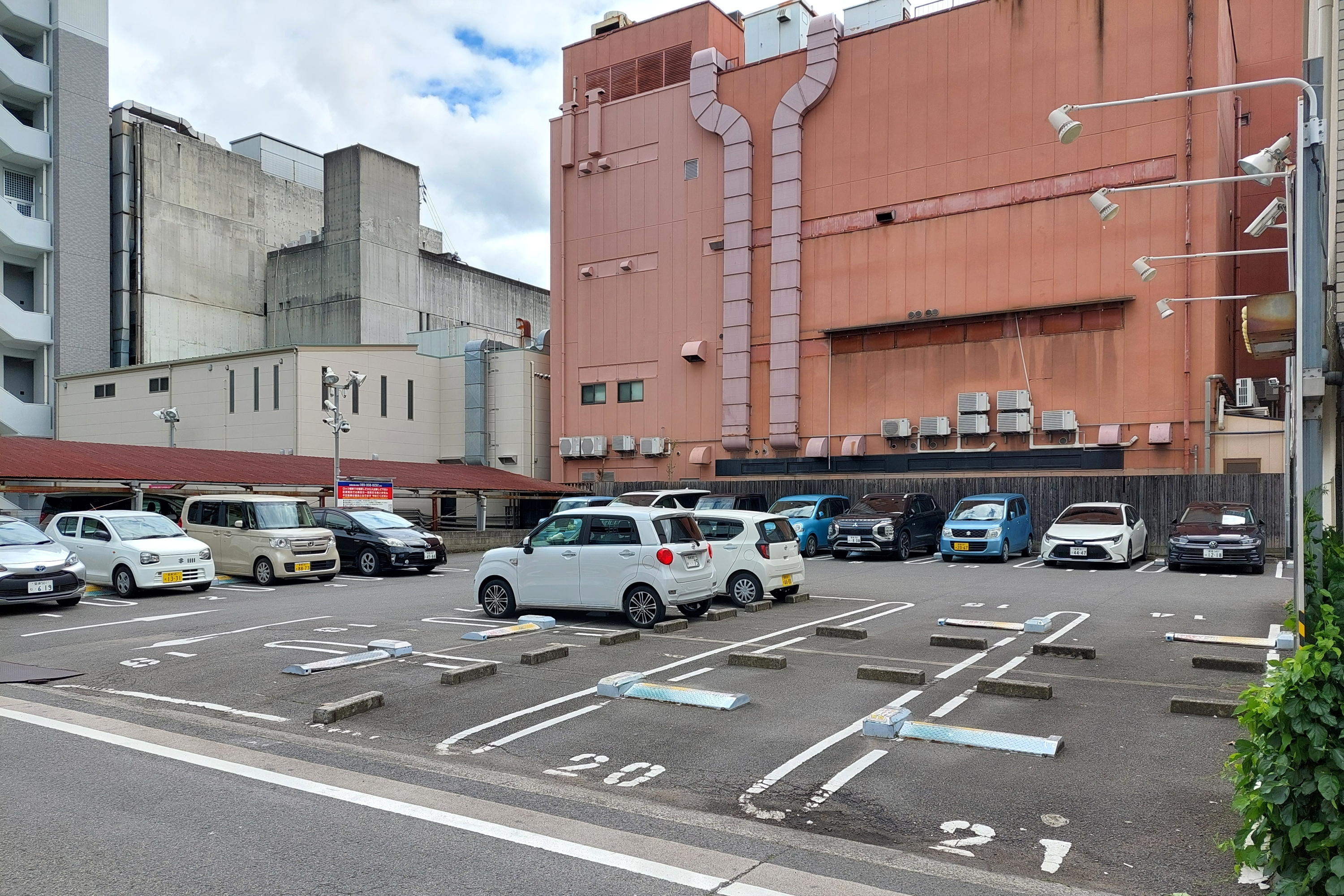
本来の愚陀仏庵があった場所
（松山市二番町3丁目）

愚陀仏庵は元々、松山市二番町にあった上野義方邸の離れである。1895年（明治28年）に夏目漱石が英語教師として旧制愛媛県尋常中学校に赴任していた際に下宿として利用した。また、52日間に渡って俳人・正岡子規も居候した時期があり、俳句結社「松風会」に参加し句会を開いた。これは後の漱石文学に影響を与えたと言われている。子規は、著書俳諧大要を残した。
戦災による焼失後、1982年（昭和57年）に萬翠荘の北側の城山山腹に復元された。周囲は森林となっている。なお、当初の建物があった場所は現在（2025年現在）は繁華街の一角で、駐車場となっており、路傍に碑が設置されている。
2010年（平成22年）7月12日、午前6時ころから短時間に大雨が降った影響で城山の山腹の土砂が崩れ、愚陀仏庵は全壊した。萬翠荘には再建の意思があり協力を呼びかけていたが、当初の場所（二番町）や復元愚陀仏庵の所在した萬翠荘付近を含め再建に適する場所が見つからなかった。
2024年（令和6年）12月24日、松山市は愚陀仏庵を子規の母校（厳密には、母校の後身）である松山市立番町小学校のプール跡地に再建することを発表した。多目的スペースや事務所の機能を持つ付帯施設も併せて建設し、漱石が『坊つちやん』を発表して120周年となる2026年（令和8年）夏頃の完成を目指すとしている。

## 交通アクセス
- 伊予鉄道城南線 大街道停留場　徒歩3分で萬翠荘

## 周辺施設
- 萬翠荘 - 旧久松家別荘
- 愛媛県美術館
- NTT西日本-四国 - 旧松山中学校跡